# 佐賀県立東松浦高等学校
佐賀県立東松浦高等学校（さがけんりつ ひがしまつうらこうとうがっこう）は、かつて佐賀県東松浦郡玄海町にあった公立普通科高等学校。

## 沿革
- 1974年4月 - 開校。
- 2002年10月 - 佐賀県立唐津北高等学校との統廃合が発表される。
- 2005年 - 募集停止。敷地内に佐賀県立唐津青翔高等学校が設置される。
- 2007年3月 - 閉校。

## 設置学科
- 普通科 - 学年4学級